# Lençóis Paulista (ort)
Lençóis Paulista är en ort i Brasilien.   Den ligger i kommunen Lençóis Paulista och delstaten São Paulo, i den södra delen av landet, 800 km söder om huvudstaden Brasília. Lençóis Paulista ligger 562 meter över havet och antalet invånare är 57 375.
Terrängen runt Lençóis Paulista är huvudsakligen platt. Lençóis Paulista ligger nere i en dal. Lençóis Paulista är det största samhället i trakten.
Trakten runt Lençóis Paulista består till största delen av jordbruksmark. Runt Lençóis Paulista är det glesbefolkat, med 10 invånare per kvadratkilometer.